# Boids
Boids ist die Bezeichnung für bestimmte interagierende Objekte in einer Computersimulation. Die Bezeichnung stammt von einem bahnbrechenden Künstliches-Leben-Programm, das 1986 von Craig Reynolds entwickelt wurde, um das Schwarmverhalten von Vögeln zu simulieren. Er bezeichnete die simulierten Objekte als Boids.
Boid-basierende Modelle stellen eine Form von emergentem Verhalten dar, das heißt die Komplexität des Modells ergibt sich aus der Interaktion der einzelnen Agenten (in diesem Fall den Boids), die einem einfachen Regelwerk folgen. In der einfachsten Variante gelten folgende Regeln:
- Separation: wähle eine Richtung, die einer Häufung von Boids entgegenwirkt
- Angleichung: wähle eine Richtung, die der mittleren Richtung der benachbarten Boids entspricht
- Zusammenhalt: wähle eine Richtung, die der mittleren Position der benachbarten Boids entspricht

Es können noch weitere Regeln, wie zum Beispiel das Ausweichen von Hindernissen oder eine Zielsuche hinzugefügt werden.
Die Bewegungsmuster können grundsätzlich in chaotisch (zufällige Bewegung und Aufbrechen des Schwarms) und geordnet unterschieden werden.
Das Boids-Modell wird häufig für Computergrafiken genutzt, die eine realistische Darstellung von Vögeln oder anderen Lebewesen (Fische, Schafe) liefern, zum Beispiel im Videospiel Half-Life von 1998.
Boids sind verwandt mit dem zellulären Automaten, da sie genauso in Abhängigkeit ihrer Nachbarn agieren.